# بريان مونتينيغرو
بريان مونتينيغرو (بالإسبانية: Brian Montenegro)‏ (18 يونيو 1993 بأسونسيون في باراغواي - ) هو لاعب كرة قدم باراغواياني في مركز الهجوم. شارك مع منتخب الباراغواي تحت 20 سنة لكرة القدم. أما مع النوادي، فقد لعب مع ليدز يونايتد ونادي ليبرتاد وناسيونال أسونسيون وناسيونال ماديرا ووست هام يونايتد وديبورتيفو مالدونادو وTacuary ‏ وروبيو نيو ‏.

## وصلات خارجية
- بريان مونتينيغرو على موقع قاعدة بيانات كرة القدم.إي يو (الإنجليزية)
- بريان مونتينيغرو على موقع Soccerbase.com (لاعب) (الإنجليزية)
- بريان مونتينيغرو على موقع Soccerway.com (الإنجليزية)
- بريان مونتينيغرو على موقع عالم كرة القدم.نت (الإنجليزية)